# Leeds United Association Football Club 1981-1982
Questa voce raccoglie le informazioni riguardanti il Leeds United Association Football Club nelle competizioni ufficiali della stagione 1981-1982

## Stagione
Nell'ennesimo tentativo di rilanciare la squadra da alcune stagioni grigie, la dirigenza del Leeds mise in atto una campagna acquisti che portò in squadra alcuni giocatori di primo piano favorendo il ritorno di Frank Gray e acquistando Kenny Burns, Peter Barnes e Frank Worthington. Nonostante le buone premesse, la squadra stazionò nel corso del campionato tra le posizioni medio-basse della classifica finendo al terzultimo posto che condannò la squadra alla retrocessione in Second Division.

## Maglie e sponsor
Nel 1981 il Leeds sottoscrisse un contratto con la Umbro per la fornitura tecnica: in quello stesso periodo comparve inoltre per la prima volta uno sponsor sulla maglia, RFW.
| 1a divisa |

## Rosa
| N. |                        | Ruolo | Calciatore      |
| -- | ---------------------- | ----- | --------------- |
|    | Inghilterra (bandiera) | P     | John Lukic      |
|    | Inghilterra (bandiera) | D     | Trevor Cherry   |
|    | Inghilterra (bandiera) | D     | Tony Arins      |
|    | Inghilterra (bandiera) | D     | Brian Greenhoff |
|    | Scozia (bandiera)      | D     | Frank Gray      |
|    | Inghilterra (bandiera) | D     | Neil Aspin      |
|    | Inghilterra (bandiera) | D     | Paul Hart       |
|    | Scozia (bandiera)      | D     | Kenny Burns     |
|    | Inghilterra (bandiera) | C     | Kevin Hird      |
|    | Inghilterra (bandiera) | C     | Gary Hamson     |
|    | Inghilterra (bandiera) | C     | Roy Ellam       |
|    | Inghilterra (bandiera) | C     | Neil Firm       |

| N. |                        | Ruolo | Calciatore        |
| -- | ---------------------- | ----- | ----------------- |
|    | Inghilterra (bandiera) | C     | Martin Dickinson  |
|    | Galles (bandiera)      | C     | Bryan Flynn       |
|    | Galles (bandiera)      | C     | Byron Stevenson   |
|    | Inghilterra (bandiera) | A     | Terry Connor      |
|    | Inghilterra (bandiera) | A     | Steve Balcombe    |
|    | Galles (bandiera)      | A     | Carl Harris       |
|    | Scozia (bandiera)      | A     | Eddie Gray        |
|    | Inghilterra (bandiera) | A     | Peter Barnes      |
|    | Inghilterra (bandiera) | A     | Aidan Butterworth |
|    | Galles (bandiera)      | A     | Gwyn Thomas       |
|    | Scozia (bandiera)      | A     | Arthur Graham     |
|    | Inghilterra (bandiera) | A     | Frank Worthington |

## Statistiche

### Statistiche di squadra
| Competizione   | Punti | Totale | Totale | Totale | Totale | Totale | Totale | DR  |
| Competizione   | Punti | G      | V      | N      | P      | Gf     | Gs     | DR  |
| -------------- | ----- | ------ | ------ | ------ | ------ | ------ | ------ | --- |
| First Division | 42    | 42     | 10     | 12     | 20     | 39     | 61     | -22 |
| FA Cup         | -     | 2      | 1      | 0      | 1      | 3      | 2      | +1  |
| Totale         | -     | 44     | 11     | 12     | 21     | 42     | 63     | -21 |